# Jordi Delclos
Jordi Delclos, né le 3 juillet 1985, est un footballeur français jouant au poste de milieu de terrain.
Œuvrant au sein de clubs amateurs du sud de la France pendant la première partie de sa carrière, il découvre le professionnalisme à vingt-huit ans lorsqu'il rejoint l'AC Arles-Avignon, pensionnaire de Ligue 2. Après un passage d'une saison en deuxième division suisse, il revient en France où il retourne progressivement dans les rangs amateurs et retrouve sa région natale en concluant sa carrière au Canet Roussillon FC dont il devient ensuite le directeur général jusqu'en août 2022.

## Biographie
Originaire de Perpignan, Jordi commence le football à Saleilles, alors qu'il n'a que six ans. Il évolue ensuite à Cabestany, non loin de son village et de Perpignan. Il rejoint ensuite le Nîmes Olympique pour intégrer le centre de formation du club gardois avant de revenir dans sa région natale et le Perpignan Canet FC qui est alors engagé en Division d'Honneur régionale, soit la septième division nationale. En octobre 2006, il fait partie de la sélection de la Ligue du Languedoc-Roussillon qui dispute la phase nationale de la Coupe des régions de l'UEFA.

### L'ascension en parcours amateur
À l'âge de 21 ans, Jordi part pour le RCO Agde qui évolue en CFA2 et obtient la montée en CFA avec cette même équipe. Après deux ans, il quitte son club et rejoint le SO Cassis Carnoux, en National pour la fin de la saison 2009-2010 qui s'avère être la dernière de l'histoire du club qui est ensuite mis en liquidation judiciaire et disparait. Après ces quelques mois, Jordi signe au Gap HAFC où il reste une saison avant de s'engager avec l'Étoile Football Club Fréjus Saint-Raphaël, toujours en National. Dans cette dernière équipe, il fait une saison remarquable avec notamment dix buts inscrits sur l'ensemble de la saison ce qui lui vaut d'attirer l'attention des recruteurs de l'AC Arles-Avignon qu'il finit par rejoindre en janvier 2013.

### Passage au professionnalisme
Intégré à un effectif en difficulté en championnat, Jordi Delclos fait ses débuts dans le monde professionnel lors de la 21e journée du championnat de Ligue 2 face à Ajaccio en entrant à un quart d'heure du terme de la rencontre. Sa première titularisation intervient dès sa troisième rencontre où il participe à l'ensemble de la partie puis inscrit son premier but professionnel lors de la journée suivante contre l'AJ Auxerre le 1er mars 2013. Deux semaines plus tard, il récidive en ouvrant le score face au CS Sedan. Il termine alors la saison en tant que titulaire et c'est dans ce même statut qu'il entame la saison 2013-2014 par une rencontre face au Havre AC où il aggrave le score en la faveur de l'équipe provençale grâce à une passe de son coéquipier Chaouki Ben Saada.
Un an et demi après avoir rejoint la formation provençale et en fin de contrat, Jordi Delclos s'engage avec le FC Lausanne-Sport pour deux années, plus une en option. Il s'impose alors dans le secteur offensif d'une équipe qui finit dans le milieu de tableau et met fin à son contrat à l'issue de la saison.
Ainsi, le 8 juin 2015, l'US Orléans annonce sa signature et Jordi Delclos retrouve donc le National, deux ans après l'avoir quitté. Initialement proche de rejoindre l'US Boulogne CO, un problème informatique et l'arrivée d'une proposition de la part de la formation du Loiret le fait changer d'avis. Auteur d'une saison réussie, il participe à la promotion de son équipe en Ligue 2 avec quatre buts et sept passes décisives. À l'échelon supérieur, son temps de jeu est cependant plus limité et il résilie son contrat avec le club à la mi-janvier 2017.

### Retour aux étages inférieurs
Au début du mois de février 2017, il est séduit par le projet du Bergerac Périgord FC qui le recrute pour la deuxième partie de la saison 2016-2017 de CFA. En onze rencontres, il inscrit trois buts et son équipe termine sur la troisième marche du podium en championnat.
Il ne demeure pourtant pas longtemps dans le Périgord et retourne dans sa région natale pour évoluer avec le Canet Roussillon FC, tout juste promu en National 3. Apportant son expérience, il permet à son club de jouer les premiers rôles à ce niveau lors de ses deux premières saisons, avant de remporter le groupe Occitanie de l'édition 2019-2020 tronquée par la pandémie de Covid-19. Sur ce succès, il met un terme à sa carrière sportive en juin 2020 et fait une transition vers le poste de directeur général du club. Il occupe ce poste pendant deux ans puis décide de démissionner à l'été 2022, en raison de désaccords avec ses dirigeants.

## Statistiques
| Saison                | Club                     | Championnat           | Championnat | Championnat | Coupe nationale | Coupe nationale | Coupe de la Ligue | Coupe de la Ligue | Total | Total |
| Saison                | Club                     | Division              | M.          | B.          | M.              | B.              | M.                | B.                | M.    | B.    |
| 2008-2009             | RCO Agde                 | CFA                   | 25          | 10          | 0               | 0               | -                 | -                 | 25    | 10    |
| 2009-2010             | RCO Agde                 | CFA                   | 10          | 1           | 0               | 0               | -                 | -                 | 10    | 1     |
| Sous-total            | Sous-total               | Sous-total            | 35          | 11          | 0               | 0               | -                 | -                 | 35    | 11    |
| 2009-2010             | SO Cassis Carnoux        | National              | 9           | 1           | 0               | 0               | -                 | -                 | 9     | 1     |
| 2010-2011             | Gap HAFC                 | National              | 30          | 7           | 0               | 0               | -                 | -                 | 30    | 7     |
| 2011-2012             | EFC Fréjus Saint-Raphaël | National              | 34          | 7           | 4               | 3               | -                 | -                 | 38    | 10    |
| 2012-2013             | EFC Fréjus Saint-Raphaël | National              | 14          | 1           | 1               | 0               | -                 | -                 | 15    | 1     |
| Sous-total            | Sous-total               | Sous-total            | 48          | 8           | 5               | 3               | -                 | -                 | 53    | 11    |
| 2012-2013             | AC Arles-Avignon         | Ligue 2               | 14          | 2           | 0               | 0               | 0                 | 0                 | 14    | 2     |
| 2013-2014             | AC Arles-Avignon         | Ligue 2               | 26          | 4           | 1               | 0               | 1                 | 0                 | 28    | 4     |
| Sous-total            | Sous-total               | Sous-total            | 40          | 6           | 1               | 0               | 1                 | 0                 | 42    | 6     |
| 2014-2015             | FC Lausanne-Sport        | Challenge League      | 22          | 4           | 1               | 0               | -                 | -                 | 23    | 4     |
| 2015-2016             | US Orléans               | National              | 27          | 3           | 1               | 0               | 1                 | 0                 | 29    | 3     |
| 2016-2017             | US Orléans               | Ligue 2               | 8           | 1           | 0               | 0               | 1                 | 0                 | 9     | 1     |
| Sous-total            | Sous-total               | Sous-total            | 35          | 4           | 1               | 0               | 1                 | 0                 | 37    | 4     |
| 2016-2017             | Bergerac Périgord FC     | CFA                   | 10          | 3           | 1               | 0               | -                 | -                 | 11    | 3     |
| 2017-2018             | Canet Roussillon FC      | National 3            | 20          | 5           | 3               | 0               | -                 | -                 | 23    | 5     |
| 2018-2019             | Canet Roussillon FC      | National 3            | 20          | 3           | 1               | 0               | -                 | -                 | 21    | 3     |
| 2019-2020             | Canet Roussillon FC      | National 3            | 10          | 1           | 0               | 0               | -                 | -                 | 10    | 1     |
| Sous-total            | Sous-total               | Sous-total            | 50          | 9           | 4               | 0               | -                 | -                 | 54    | 9     |
| Total sur la carrière | Total sur la carrière    | Total sur la carrière | 279         | 53          | 14              | 3               | 3                 | 0                 | 296   | 56    |

## Palmarès
RCO Agde
- Champion de CFA 2 en 2007-2008

 Canet Roussillon FC
- Champion de National 3 en 2019-2020